# EMD GP30形ディーゼル機関車
EMD GP30は、1961年7月から1963年11月の間にアメリカのGM-EMD(ラグランジュ工場)が製造した電気式ディーゼル機関車である。
「第2世代」と呼ばれる最初の形式である。当時、ゼネラル・エレクトリックが大型機関車製造に進出してきており、Uボートと呼ばれたU25Bが好評を博していた。その対抗馬として設計されたのが本形式である。運転席のないBユニットが存在する。

## 詳細
外観の特徴は、運転台屋根上から車体中央部あたりまでが一段高くなっていることと、そのために運転台の屋根が段つきになっていることである。従来の形式ではラジエターを排気煙突の前後に置いていたが、本形式では、初めてラジエターをロングフード後端部にまとめることができた。
当初はショート・フードの高さが低い形状をしていたが、サザン鉄道(SOU)とノーフォーク・アンド・ウェスタン鉄道(NW)の車両はハイ・フード型である。発電ブレーキを搭載していない車両でも、ハイ・フード型とされたが、それ用のグリルはなかった。NW用の車両は、ロング・フード側が前として製造されている。
スー・ライン鉄道(SOO)、ミルウォーキー鉄道(MILW)、ガルフ・モバイル・アンド・オハイオ鉄道(GM&O)では、アメリカン・ロコモティブ製の車両を本形式で置き換えた。そうした形式は、アルコの機関車から流用したAAR B形台車を装備していた。
本形式は、Aユニットは908両が製造され、カナダに輸出した2両以外はアメリカ合衆国で使用された。Bユニットは40両製造され、すべてユニオン・パシフィック鉄道(UP)に納められた。Bユニットには、蒸気発生装置を搭載した車両が8両ある。

## 歴史

### 開発の経緯
先述のとおり、GEのU25Bの対抗馬として開発されたのが本形式である。U25Bの製造が開始された1959年4月当時、GM-EMDの展開車種は機関出力2,000馬力(1,500kW)のGP20のみであり、U25Bの2,500馬力(1,900kW)に対して大きく劣っていた。また、U25Bはロングフードが気密構造で与圧されているという特徴があり、フード内への吸気口を一カ所に集中させ、そこからフィルターを通して浄化した空気をエンジンへの吸気や電気機器冷却のために使用していた。そのためにフード内部は汚れず、機器の保守性が向上したのである。
U25Bのデモンストレーション車両は賞賛をもって迎えられ、多数の受注を実現した(最終的な製造数は476両)。他方、アメリカン・ロコモティブは2,400馬力(1,800kW)のRS-27の製造を1959年12月より開始していたが、同機の売れ行きは芳しくなかった(最終的な製造数は27両)。
GM-EMDのエンジン部門は567D2型エンジンの出力をさらに250馬力(186kW)向上させるべく、新たに567D3型を設計した。このエンジンは2,250馬力(1,680kW)のもので、GEやアルコのライバル機に及ばなかったが、GM-EMDのユーザー、すなわち各鉄道事業者には、既に取り扱い実績のあるエンジンと同系統であるという安心感に訴求力があると考えた。U25Bと同じく、密閉されたロングフード、集中化された吸気システム、保守の作業性向上といったところにも配慮した。
台枠と台車はGP20との同型のものを踏襲した。集中型の吸気システムは、運転席背後(ロングフード側)により大きなスペースを必要としたが、機関車の全長の延長ではなく車高の拡大で解決した。そのために、以前の車体を流用することはできなかった。
GM-EMDは、この新型のGP30を視覚的にモダンで進歩したものと見せる必要があったため、ミシガン州トロイにあるゼネラルモーターズのスタイリングセンターに助言を請うた。自動車のデザイナーはGP30のトレードマークとして屋根上のコブを提案した。このコブのような膨らみは、運転席前面から吸気口を覆い、ダイナミックブレーキの抵抗器冷却用の張り出し(車体中央部側面に張り出している部分)に続けた。通常、ダイナミックブレーキを搭載しない車両はこの張り出しがないが、本形式では張り出しを設けたままとしたため、非搭載車はこの部分の吸気口がない。
当初はGP22の型名を採用する予定であり、デモ車もこの型名であったが、GM-EMDのマーケティング部門は「GEのU25Cよりも大きな数字のほうが、より進化した車両に見える」という判断を下し、GP20からも世代が異なるという意味を込めてGP30となった。

### 売れ行きと評価
GP30のリリースと成功により、GM-EMDはGEの市場進出の脅威を打ち払い、北米の機関車市場における優位性を保持することができた。GEやアルコに多少出力で劣ろうとも、堅牢性および信頼性、そして鉄道事業者におけるGM-EMD製機関車への親近感により多くの注文を獲得することができた。GP30は2年4ヶ月の間に948両を売り上げており、その両数は6年10ヶ月間で476両を売り上げたU25Bを大きく凌駕する。
多くの大手鉄道事業者がGP30を発注し、多くの中小鉄道事業者が追従した。大量発注も相次ぎ、ユニオン・パシフィック鉄道(UP)は152両、SOUは120両、アッチソン・トピカ・アンド・サンタフェ鉄道(ATSF)は85両、ボルチモア・アンド・オハイオ鉄道(B&O)は77両を導入した。
GP30はその設計の良さから2007年時点でも多くの車両が継続使用されている。一般的なディーゼル機関車の設計寿命が長めに見ても25年から30年であるのに対して、本形式は40年以上も使用されている。耐用年数が来た際に廃車とせず、本形式の更新と継続使用を選択する事業者も存在している。

## 新製時の所有者

### Aユニット
| 鉄道事業者                                                       | 両数 | 機番             | 備考                                                                                           |
| ---------------------------------------------------------------- | ---- | ---------------- | ---------------------------------------------------------------------------------------------- |
| GM-EMD (デモ車)                                                  | 2    | 5629             | 後のユニオン・パシフィック鉄道(UP)875                                                          |
| GM-EMD (デモ車)                                                  | 2    | 5639             | 後のシーボード・エア・ライン鉄道(SAL)534 → シーボード・コースト・ライン鉄道(SCL)1343           |
| アラスカ鉄道                                                     | 1    | 2000             |                                                                                                |
| アッチソン・トピカ・アンド・サンタフェ鉄道(ATSF)                 | 85   | 1200-1284        |                                                                                                |
| アトランティック・コースト・ライン鉄道                           | 9    | 900-908          | 後のSCL 1300-1308                                                                              |
| ボルチモア・アンド・オハイオ鉄道(B&O)                            | 77   | 6900-6976        |                                                                                                |
| チェサピーク・アンド・オハイオ鉄道(C&O)                          | 48   | 3000-3047        |                                                                                                |
| シカゴ・バーリントン・アンド・クインシー鉄道                     | 38   | 940-969          | 後のバーリントン・ノーザン鉄道(BN) 2217-2254                                                   |
| シカゴ・アンド・イースタン・イリノイ鉄道(C&IM)                   | 3    | 239-241          |                                                                                                |
| シカゴ・グレート・ウェスタン鉄道(CGW)                            | 8    | 201-208          | シカゴ・アンド・ノース・ウェスタン鉄道(C&NW) 802-809                                           |
| シカゴ・ミルウォーキー・セント・ポール・アンド・パシフィック鉄道 | 16   | 340-355          | AAR B形台車装備。1000-1015に改番                                                               |
| シカゴ・アンド・ノースウェスタン鉄道(C&NW)                       | 14   | 810-832          |                                                                                                |
| カナダ太平洋鉄道(CP)                                             | 2    | 8200-8201        | カナダのゼネラルモーターズ・ディーゼル(GMD)が製造。5000-5001に改番。                           |
| デンバー・アンド・リオグランデ・ウェスタン鉄道 (DRGW)            | 28   | 3001-3028        |                                                                                                |
| ガルフ・モバイル・アンド・オハイオ鉄道(GB&O)                     | 31   | 500-530          | AAR B形台車装備                                                                                |
| グレート・ノーザン鉄道(GN)                                       | 17   | 3000-3016        | 後のBN 2200-2216                                                                               |
| カンザス・シティ・サザン鉄道(KCS)                                | 20   | 100-119          |                                                                                                |
| ルイビル・アンド・ナッシュビル鉄道(L&N)                          | 58   | 1000-1057        |                                                                                                |
| ニューヨーク・セントラル鉄道(NYC)                                | 10   | 6115-6124        |                                                                                                |
| ニューヨーク・シカゴ・アンド・セントルイス鉄道                   | 10   | 900-909          |                                                                                                |
| ノーフォーク・アンド・ウェスタン鉄道(N&W)                        | 44   | 552-565          | ハイ・ショート・フード                                                                         |
| ペンシルバニア鉄道(PRR)                                          | 52   | 2200-2251        |                                                                                                |
| レディング鉄道(RDG)                                              | 20   | 5501-5520        |                                                                                                |
| フェルプス・ダッジ・コーポレーション                             | 9    | 24-32            | ニュー・コーネリア支線の鉱山                                                                   |
| シーボード・エア・ライン鉄道(SAL)                                | 34   | 500-533          | 後のシーボード・コースト・ライン鉄道(SCL) 1309-1342                                            |
| スー・ライン鉄道(SOO)                                            | 22   | 700-721          | AAR B形台車装備。18両がウイスコンシン・セントラル・トランスポーテーション へ同番号のまま承継。 |
| サザン・パシフィック鉄道                                         | 8    | 7400-7407        |                                                                                                |
| サザン鉄道 (SOU)                                                 | 120  | 2525-2644        | ハイ・ショート・フード                                                                         |
| セントルイス・サウスウェスタン鉄道(SSW)                          | 10   | 750-759          |                                                                                                |
| トレド・ピオリア・アンド・ウェスタン鉄道(TP&W)                   | 1    | 700              |                                                                                                |
| ユニオン・パシフィック鉄道(UP)                                   | 111  | 700-735, 800-874 |                                                                                                |

### Bユニット
| 鉄道事業者                     | 両数 | 機番      | 備考                  |
| ------------------------------ | ---- | --------- | --------------------- |
| ユニオン・パシフィック鉄道(UP) | 40   | 700B-739B | 8両は蒸気発生装置搭載 |

## 更新工事

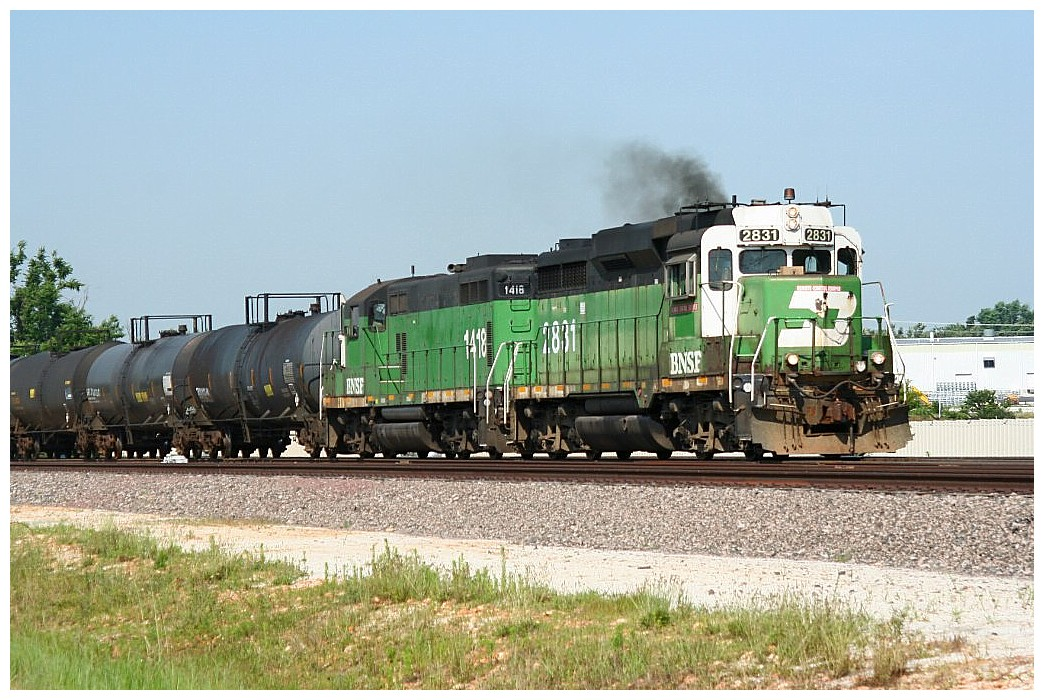
BNSF鉄道のGP39M。旧バーリントン・ノーザン鉄道の塗装。

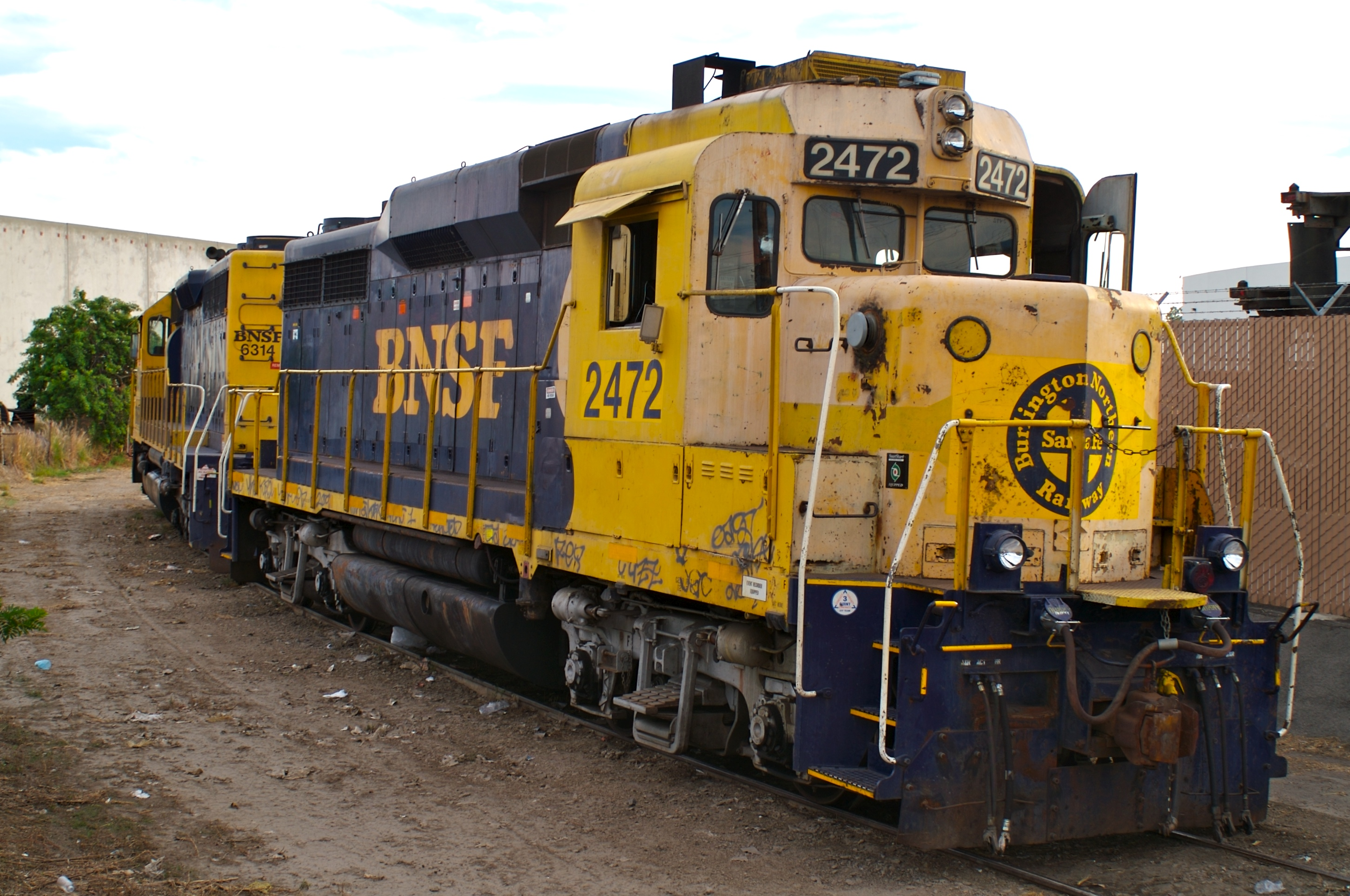
サンタフェ鉄道時代の塗装のままロゴのみBNSF鉄道としたGP30u。

バーリントン・ノーザン鉄道(BN)は、GP30の更新型式をもっとも多く所有する鉄道である。消費電力の少ない機関車が必要となるとき、GP30は更新の対象となる。70両がGM-EMDに、65両がモリソン・クヌーセン(現ワシントン・グループ・インターナショナル)に輸送され、更新後はそれぞれGP39EおよびGP39Mとなった。
更新に際しては、新しい発電機、Dash 2のモジュール式の電気制御装置を組み込み、エンジンは567D3型から645D3型に換装され、出力は2,300馬力(1,720kW)となった。これらの機関車は、現在でもBNSF鉄道の地方の小路線において使用されている。
BNSFの前身であるアッチソン・トピカ・アンド・サンタフェ鉄道(ATSF)は、自社のクレバーン工場(テキサス州)にて同様の更新を行っていた。567型エンジンは2,250馬力を保持していたが、645型エンジンの部品を使用して更新した。発電機と駆動用電動機も更新され、制御装置を含む電装品は交換された。台車はハイアット社製のローラーベアリングをあてがわれ、ブレーキは片抱き式となった。運転室屋根上にはエアコンが装備され、新たなホーンも追加された。この更新車両は、前頭部を青、後部を黄色とした「イエローボンネット」塗装とされた。形式は「更新(upgraded)」の頭文字を付したGP30uとされた。BNSF鉄道との合併時には78両が継承され、現在においてもなお使用されている。